# Lauderhill
Lauderhill est une ville du comté de Broward, en Floride, aux États-Unis.
Elle fait partie de l'aire métropolitaine de Miami.

## Personnalités liées
- Anedie Azael (née en 1988), mannequin américain d'origine haïtienne
- XXXTentacion (né en 1998), rappeur américain.

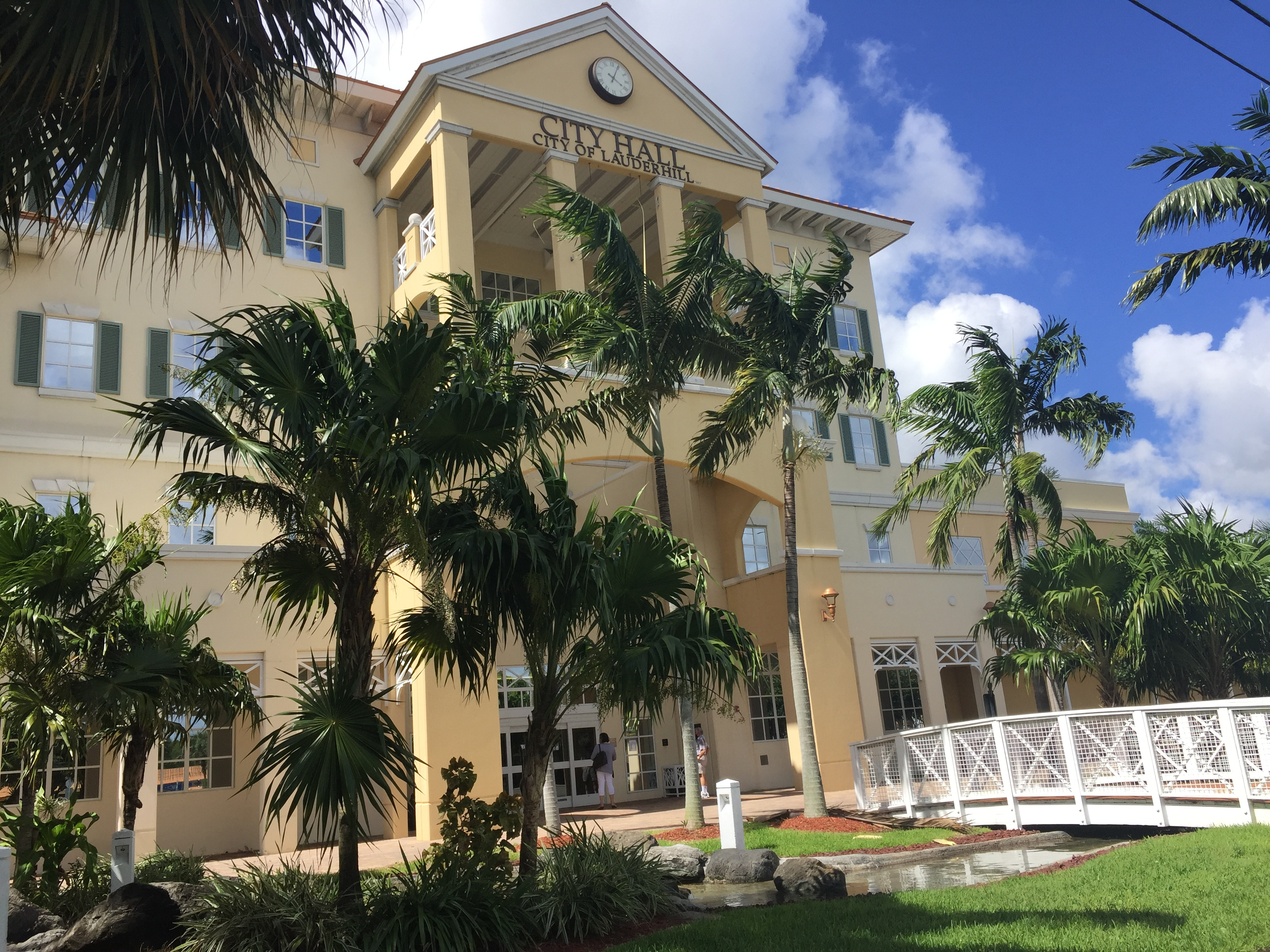
Hôtel de ville de Lauderhill

## Démographie
| 1960 | 1970  | 1980   | 1990   | 2000   | 2010   |
| ---- | ----- | ------ | ------ | ------ | ------ |
| 132  | 8 465 | 37 271 | 49 708 | 57 585 | 66 887 |